# El protector (película de 2021)
El protector (título en inglés: The Marksman) es una película estadounidense de suspense y acción de 2021 dirigida por Robert Lorenz. La trama sigue a un ganadero y ex-marine (Liam Neeson), que vive en una ciudad fronteriza de Arizona, y debe ayudar a un niño (Jacob Pérez) a escapar de un cartel de droga mexicano. Katheryn Winnick, Juan Pablo Raba, y Teresa Ruiz también protagonizan.
La película se estrenó en cines en los Estados Unidos el 15 de enero de 2021, por Open Road Films y Briarcliff Entertainment. Recibió críticas mixtas de los críticos, que elogiaron la actuación de Neeson pero criticaron la película por ser formulaica.

## Reparto
- Liam Neeson como James “Jim” Hanson
- Katheryn Winnick como Sarah Pennington
- Juan Pablo Raba como Mauricio
- Teresa Ruiz como Rosa
- Jacob Perez como Miguel
- Dylan Kenan como Randall Brennan
- Luke Rains como Everett Crawford
- Sean Rosales como Hernando
- Alfredo Quiroz como Carlos

## Producción
El proyecto, originalmente titulado The Minuteman, fue anunciado en mayo de 2019, con Liam Neeson como protagonista. En septiembre de 2019, se anunció que Winnick y Raba se unieron al elenco de la película.
La fotografía principal se realizó en Lorain, Portage, y Chardon, Ohio. También se realizó filmación en Nuevo México, y concluyó en octubre de 2019.

## Estreno
The Marksman estaba inicialmente programada para ser estrenada en cines en los Estados Unidos el 22 de enero de 2021, pero luego se trasladó una semana al 15 de enero..